# Izba przyjęć

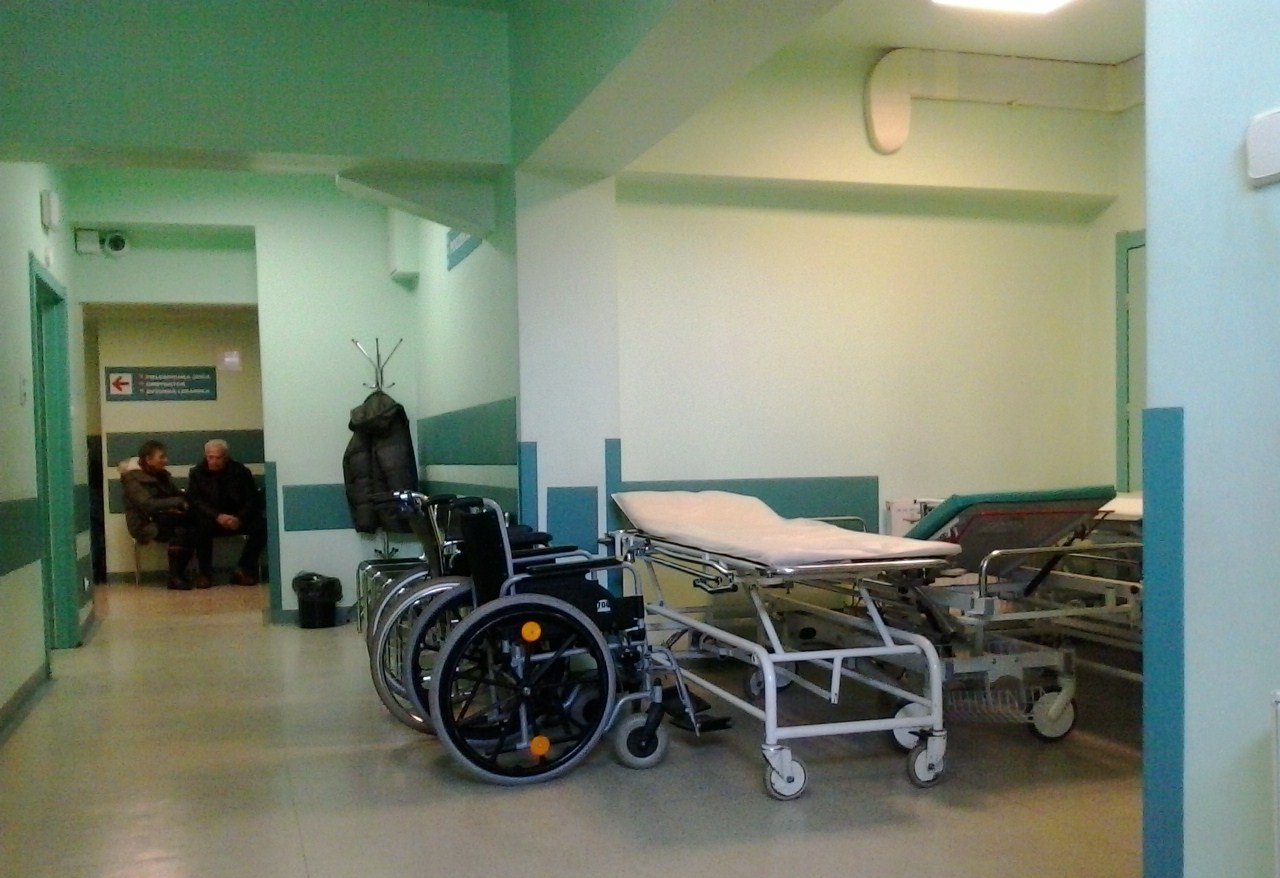
Izba przyjęć

Izba przyjęć – jednostka organizacyjna szpitala. Pracuje w trybie ciągłym. Składa się z rejestracji, gabinetu lekarskiego (jednego lub kilku w zależności od potrzeb) i pokoju wywiadów. W izbie przyjęć wymagane jest wyposażenie pozwalające na podejmowanie czynności ratujących życie. Wyposażenie pomieszczeń izby przyjęć jest dostosowane do potrzeb związanych z rodzajem udzielanych świadczeń. Dojazd i dojście musi być dogodne i dobrze oznakowane, z możliwością podjazdu ambulansów i dostępem dla osób niepełnosprawnych. Chorzy w stanie zagrożenia życia przyjmowani są poza kolejnością.
Izba przyjęć szpitala przyjmuje pacjentów:
- zgłaszających się na podstawie skierowania lekarza,
- przywiezionych przez zespół ratownictwa medycznego,
- zgłaszających się samodzielnie w stanie zagrożenia życia lub nagłego pogorszenia stanu zdrowia skutkującego zagrożeniem życia.

Do zadań izby przyjęć należy:
- rejestracja osoby zgłaszającej się z jednoczesną kontrolą uprawnień do korzystania ze świadczeń zdrowotnych,
- zapewnienie niezwłocznego zbadania przez lekarza dyżurnego,
- objęcie pacjenta doraźną opieką pielęgniarską i lekarską stosownie do jego stanu, w tym wykonanie niezbędnych badań i podanie leków,
- przyjęcie do szpitala i przekazanie do oddziału pacjenta zakwalifikowanego do hospitalizacji,
- udzielenie porady i pomocy doraźnej pacjentowi niezakwalifikowanemu do hospitalizacji,
- prowadzenie dokumentacji medycznej i statystycznej.

Udając się do szpitala, należy zabrać między innymi:
- skierowanie do szpitala,
- dokument tożsamości (np. dowód osobisty),
- ważne ubezpieczenie (np. aktualna legitymacja ubezpieczeniowa, druk ZUS RMUA, legitymacja rencisty / emeryta),
- dokumentację medyczną, karty informacyjne, wyniki badań,
- NIP pracodawcy lub własny (w przypadku prowadzenia własnej działalności gospodarczej),
- spis przyjmowanych leków,
- leki własne specjalistyczne.

Przy trybie pilnym brak powyższych dokumentów nie stanowi przeszkody w przyjęciu do szpitala. Tryb pilny polega na natychmiastowym przyjęciu na dany oddział ze względu na nagłe pogorszenie się stanu zdrowia i o tym decyduje bezpośrednio lekarz z Izby Przyjęć.

Przeczytaj ostrzeżenie dotyczące informacji medycznych i pokrewnych zamieszczonych w Wikipedii.